# IC 2619
IC 2619 је патуљаста галаксија у сазвјежђу Велики медвјед која се налази на листи објеката дубоког неба у Индекс каталогу.
Деклинација објекта је + 37° 57' 59" а ректасцензија 11h 2m 15,2s. Привидна величина (магнитуда) објекта IC 2619 износи 15,1 а фотографска магнитуда 15,7. IC 2619 је још познат и под ознакама CGCG 184-45, PGC 33297.